# روبیک پروفسورها

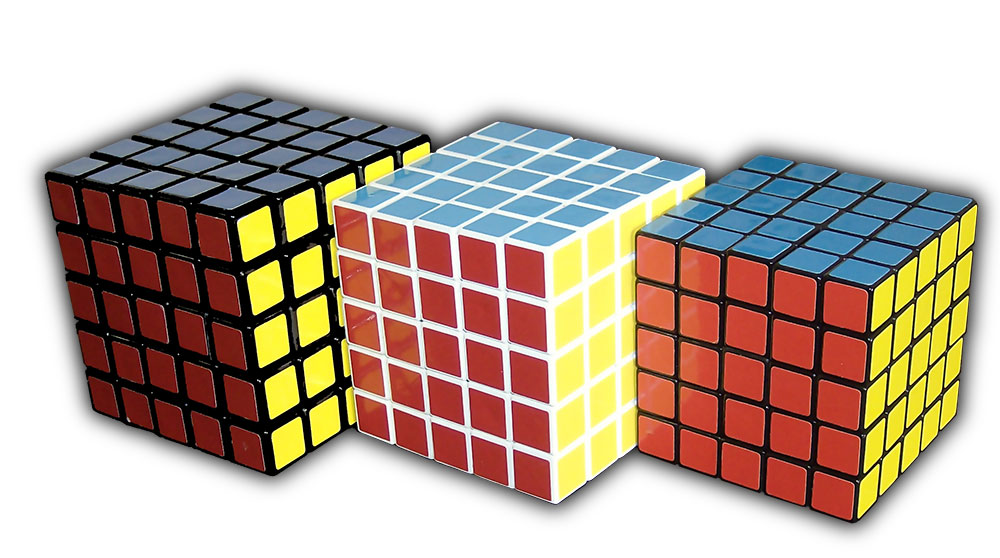
سمت چپ روبیک ۵ در ۵ با مارک تجاری روبیک پروفسورها، وسط مارک وی کیوب، سمت راست مارک ایست شین

روبیک پروفسورها نام دیگر روبیک 5x5x5 می‌باشد. اولین بار کمپانی Barnes & Noble با نام تجاری روبیک پروفسورها این روبیک را به فروش می‌رساند و بعد از آن این روبیک در دنیا به این نام معروف شد. این روبیک از ۹۸ قطعه کوچکتر تشکیل شده‌است. ۸ قطعه در گوشه، ۳۶ قطعه در لبه و ۵۴ قطعه در وسط وجود دارند.

## راه حل
برای حل این روبیک راه حل‌های مختلفی وجود دارد. آسانترین روش تبدیل این روبیک به سه در سه می‌باشد. به این شکل که ابتدا قطعه‌های مرکزی همرنگ می‌شوند، سپس لبه‌ها همرنگ و جفت شده و پس از آن این روبیک تبدیل به سه در سه می‌شود و ادامه حل دقیقاً مانند روبیک سه در سه می‌شود. هر شخصی که این شیوه را یاد بگیرد می‌تواند تمام روبیک‌های چهار در چهار به بالا را به همین شکل حل کند.

## نگارخانه

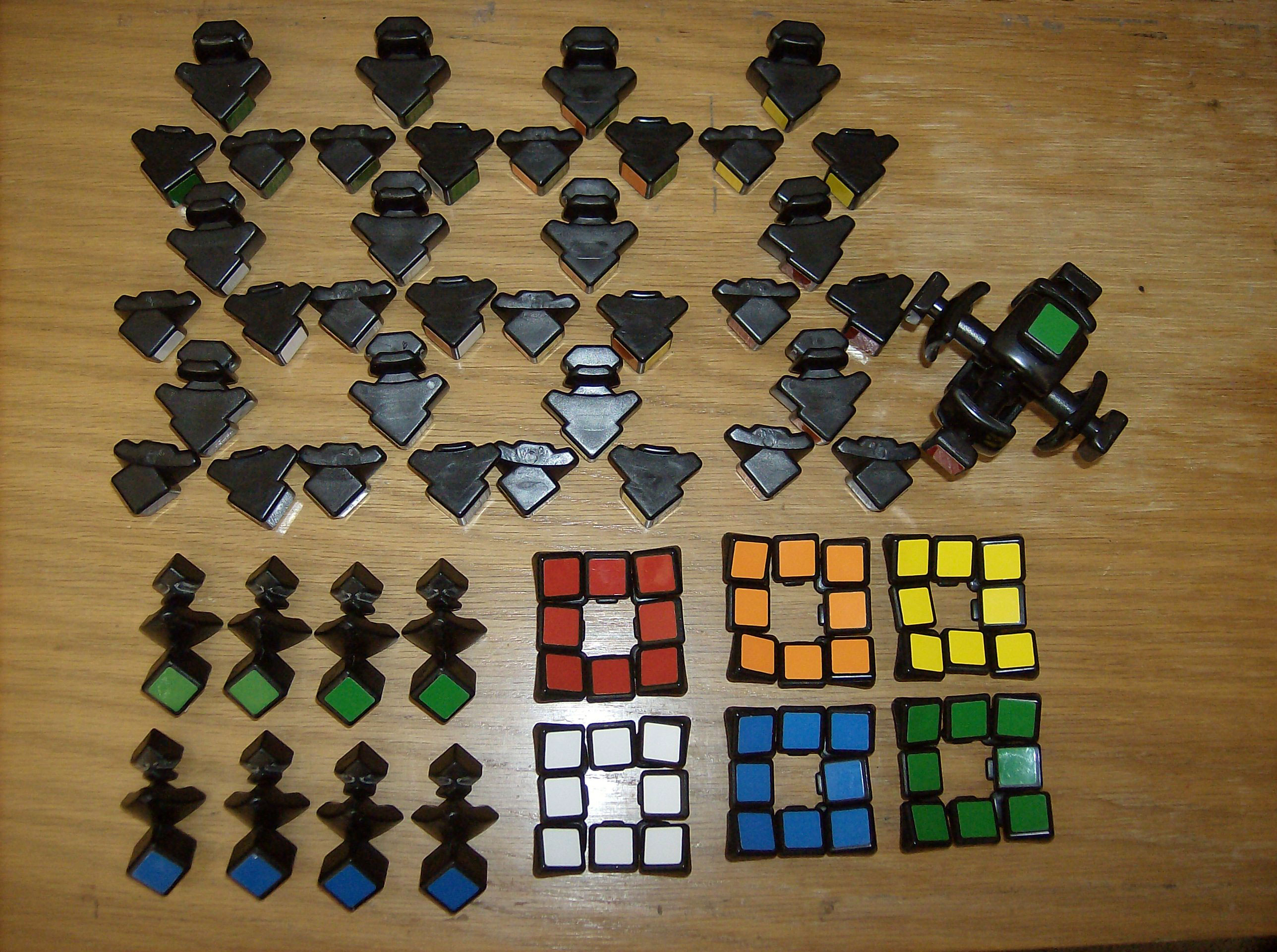
A disassembled Professor's Cube
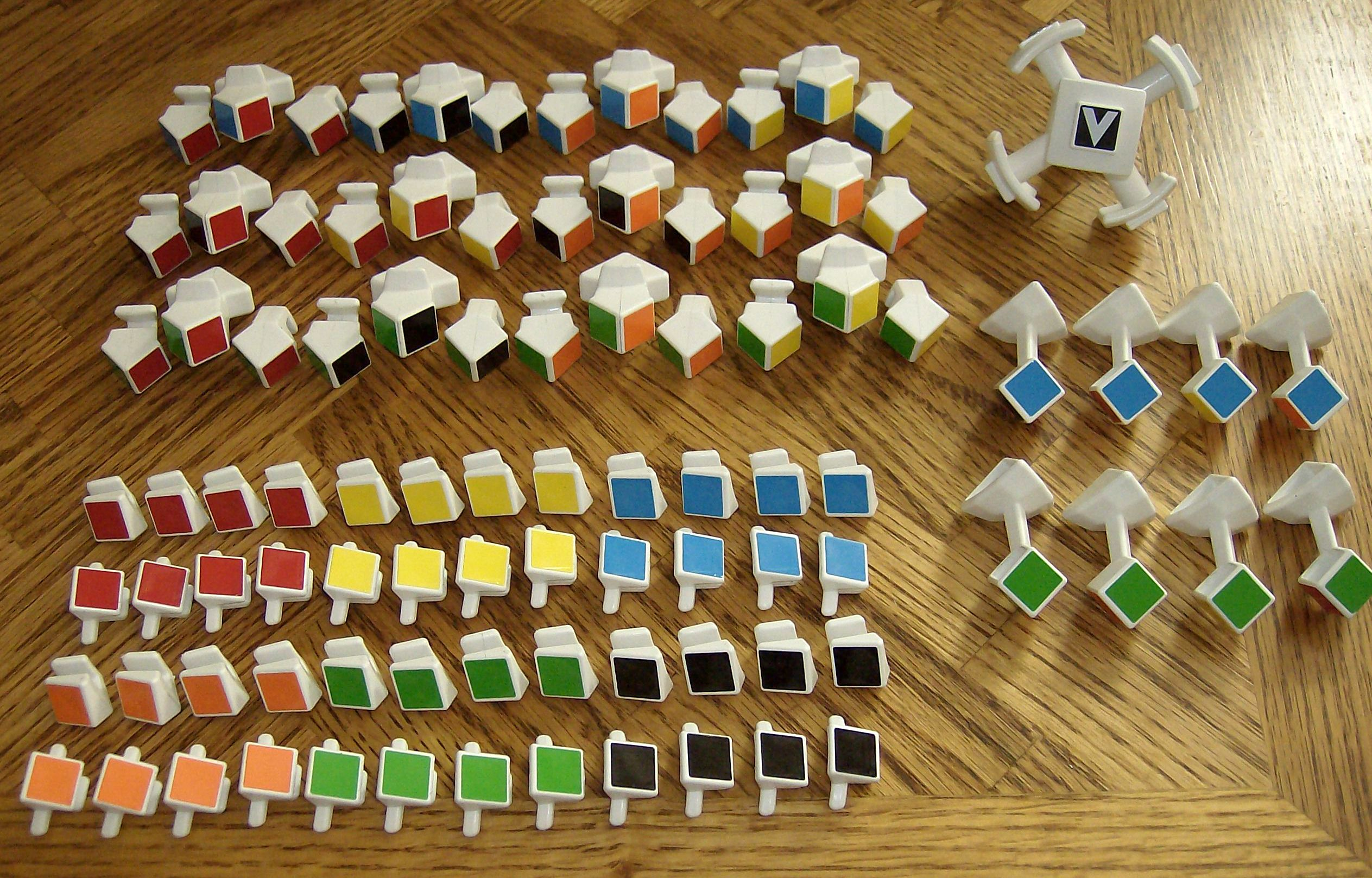
A disassembled V-Cube 5
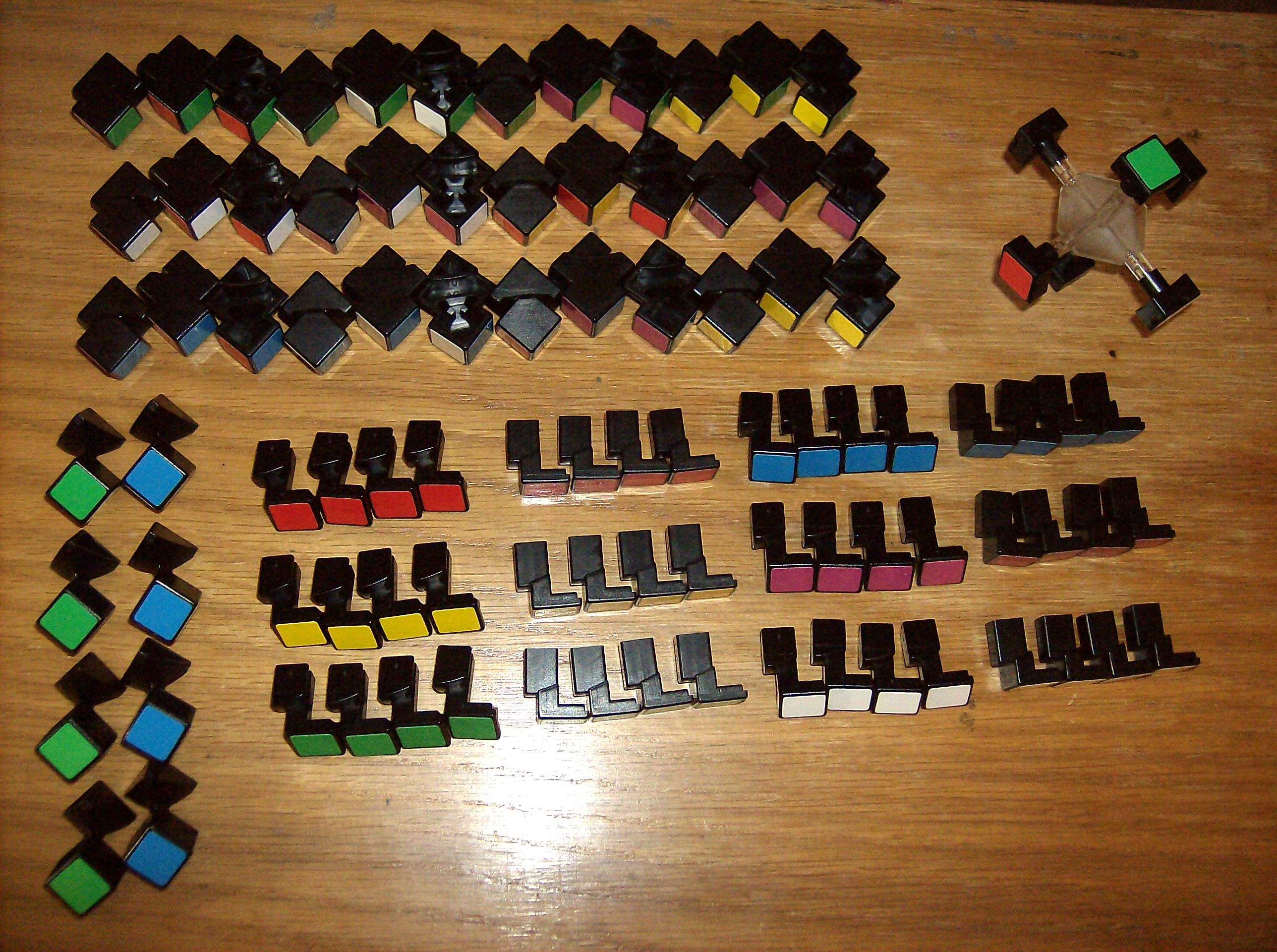
A disassembled Eastsheen cube